# The Blacklist/Episodenliste

Logo zur Serie

Diese Episodenliste enthält alle Episoden der US-amerikanischen Krimiserie The Blacklist, sortiert nach der US-amerikanischen Erstausstrahlung. Die Fernsehserie umfasst zehn Staffeln mit 218 Episoden.

## Übersicht
| Staffel | Episodenanzahl | Erstausstrahlung USA | Erstausstrahlung USA | Deutschsprachige Erstausstrahlung | Deutschsprachige Erstausstrahlung |
| Staffel | Episodenanzahl | Staffelpremiere      | Staffelfinale        | Staffelpremiere                   | Staffelfinale                     |
| ------- | -------------- | -------------------- | -------------------- | --------------------------------- | --------------------------------- |
| 1       | 22             | 23. September 2013   | 12. Mai 2014         | 26. November 2013                 | 3. Juni 2014                      |
| 2       | 22             | 22. September 2014   | 14. Mai 2015         | 25. November 2014                 | 23. Juni 2015                     |
| 3       | 23             | 1. Oktober 2015      | 19. Mai 2016         | 5. Januar 2016                    | 28. Juni 2016                     |
| 4       | 22             | 22. September 2016   | 18. Mai 2017         | 10. Januar 2017                   | 27. Juni 2017                     |
| 5       | 22             | 27. September 2017   | 16. Mai 2018         | 13. Februar 2018                  | 10. Juli 2018                     |
| 6       | 22             | 3. Januar 2019       | 17. Mai 2019         | 30. Oktober 2019                  | 30. Oktober 2019                  |
| 7       | 19             | 4. Oktober 2019      | 15. Mai 2020         | 26. Juni 2020                     | 26. Juni 2020                     |
| 8       | 22             | 13. November 2020    | 23. Juni 2021        | 1. Juli 2021                      | 18. Juli 2021                     |
| 9       | 22             | 21. Oktober 2021     | 27. Mai 2022         | 26. Juni 2022                     | 26. Juni 2022                     |
| 10      | 22             | 26. Februar 2023     | 13. Juli 2023        | 12. August 2023                   | 12. August 2023                   |

## Staffel 1
Die Erstausstrahlung der ersten Staffel war vom 23. September 2013 bis zum 12. Mai 2014 auf dem US-amerikanischen Fernsehsender NBC zu sehen. Die deutschsprachige Erstausstrahlung sendete der Pay-TV-Sender RTL Crime vom 26. November 2013 bis zum 3. Juni 2014.
| Nr. (ges.) | Nr. (St.) | Deutscher Titel                    | Originaltitel                        | Erstausstrahlung USA | Deutschsprachige Erstausstrahlung (D) | Regie             | Drehbuch                                                                         | Zuschauer (USA) |
| --- | --------- | ---------------------------------- | ------------------------------------ | -------------------- | ------------------------------------- | ----------------- | -------------------------------------------------------------------------------- | --------------- |
| 1 | 1         | Raymond Reddingtons schwarze Liste | Pilot                                | 23. Sept. 2013       | 26. Nov. 2013                         | Joe Carnahan      | Jon Bokenkamp                                                                    | 12,58 Mio.      |
| Der gesuchte und flüchtige Raymond „Red“ Reddington stellt sich dem FBI und bietet an, ihnen zu helfen, einen Terroristen, Ranko Zamani, zu fangen. Er verlangt, ausschließlich mit der neuen Profilerin Elizabeth Keen zu sprechen. Nachdem er Elizabeth gesagt hat, dass Zamani die Tochter von General Daniel Ryker entführen will, holt Elizabeth das Mädchen ab. Sie geraten auf dem Rückweg in einen Hinterhalt und das Mädchen wird entführt. Als Elizabeth später nach Hause kommt, wartet dort Zamani auf sie, der ihren Ehemann Tom in seiner Gewalt hat. Er sticht ihn mit einem Messer in den Bauch. Während Tom im Krankenhaus ist, trifft sich Red mit Zamani und lockt so das FBI auf die Spur von Zamani. Agent Donald Ressler tötet ihn. Elizabeth findet heraus, dass sich Rykers Tochter in einem Zoo mit einer chemischen Bombe befindet. Red schickt einen seiner Bekannten, um die Bombe zu entschärfen. Danach offenbart er dem FBI, dass er eine Liste von Verbrechern erstellt hat, die dem FBI unbekannt sind. Später, während Elizabeth den Teppich von Toms Blut säubert, findet sie eine Box. Diese enthält gefälschte Ausweise von Tom, eine Pistole und Geld. |           |                                    |                                      |                      |                                       |                   |                                                                                  |                 |
| 2 | 2         | Der Freelancer (Nr. 145)           | The Freelancer (No. 145)             | 30. Sept. 2013       | 3. Dez. 2013                          | Jace Alexander    | Jon Bokenkamp                                                                    | 11,35 Mio.      |
| Red und Liz sind auf den Spuren eines Attentäters, der sich als der Freelancer bezeichnen lässt. Dieser übt Gewaltverbrechen in Form von scheinbar alltäglichen Ereignissen aus. Die beiden können sein nächstes Opfer ausfindig machen: Eine hochrangige Anti-Menschenhandelsaktivistin. Ressler und Agent Meera Malik, die von der CIA in die Sondereinheit berufen wurde, können den Attentäter überwältigen und bringen diesen in ihre Gewalt. Als sie erfahren, wer der wirkliche Täter ist, gerät die Situation außer Kontrolle und Liz kann die Frau nicht vor ihrem Tod bewahren. Darüber hinaus sichert sich Red langfristig die Kooperationsbereitschaft von Liz, indem er Andeutungen über die Vergangenheit ihres im Koma liegenden Mannes anstellt. |           |                                    |                                      |                      |                                       |                   |                                                                                  |                 |
| 3 | 3         | Wujing (Nr. 84)                    | Wujing (No. 84)                      | 7. Okt. 2013         | 10. Dez. 2013                         | Michael Watkins   | Lukas Reiter                                                                     | 11,18 Mio.      |
| Um einen unabhängigen, chinesischen Spion zu fangen, begeben sich Red und Liz auf einen Undercover-Einsatz. Liz begibt sich als Entschlüsslerin getarnt in den Unterschlupf des Spions, um dessen nächstes Ziel, einen CIA-Agenten, zu beschützen. Nachdem die Tarnung von Liz auffliegt, geraten sie in eine lebensbedrohliche Situation, welcher sie aber entkommen können. Derweil sind Agent Malik und Ressler darauf bedacht, den CIA-Agenten, auf den es die Chinesen abgesehen haben, zu schützen. Im letzten Moment gelingt es ihnen, diesen zusammen mit seinem Sohn aus der Gefahr zu befreien. Liz ermittelt unterdessen auf eigene Faust in Sachen ihres Ehemanns Tom. |           |                                    |                                      |                      |                                       |                   |                                                                                  |                 |
| 4 | 4         | Stanley R. Kornish (Nr. 161)       | The Stewmaker (No. 161)              | 14. Okt. 2013        | 17. Dez. 2013                         | Vince Misiano     | Patrick Massett & John Zinman                                                    | 10,93 Mio.      |
| Elizabeth sagt gegen den Drogenbaron Hector Lorca aus, während ein wichtiger Zeuge für den Fall entführt wird. Red denkt, dass der Zeuge vom sogenannten Stewmaker entführt wurde, ein Experte im Umgang mit Chemikalien, der seine Opfer komplett verschwinden lässt. Das Verschwinden von vielen Menschen wird dem Stewmaker zugeschrieben. Elizabeth bittet Lorca um Hilfe, den Stewmaker zu fangen. Sie wird aber stattdessen vom Stewmaker entführt. Red und Ressler arbeiten zusammen, um von Lorca die Kontaktinformationen des Stewmaker zu erhalten. Red findet das Versteck des Stewmakers und rettet Elizabeth, bevor er diesen in ein für Elizabeth vorbereitetes Chemikalienbad stößt. Red stiehlt ein Foto aus dem Album, das alle Opfer des Stewmakers enthält. Später findet Elizabeth heraus, dass mit der Waffe von Tom in Boston ein Mord begangen wurde, während sie mit Tom wegen eines Vorstellungsgesprächs dort gewesen ist. |           |                                    |                                      |                      |                                       |                   |                                                                                  |                 |
| 5 | 5         | Der Kurier (Nr. 85)                | The Courier (No. 85)                 | 21. Okt. 2013        | 14. Jan. 2014                         | Nick Gomez        | John C. Kelley                                                                   | 10,44 Mio.      |
| „Der Kurier“ soll eine wertvolle Lieferung an einen iranischen Spion übergeben. Nach einer Verfolgungsjagd schaffen es Elizabeth und Malik, den Kurier festzunehmen, und sie finden heraus, dass er Seth Nelson, einen NSA-Analysten, eingesperrt hat. Nelson ist begraben und hat begrenzte Luft zur Verfügung. Der Kurier entkommt, während das FBI nach ihm sucht. Red zwingt einen Kontakt des Kuriers, ihm zu helfen den Kurier zu finden. Mit den Informationen von Red können Malik und Ressler den Kurier aufspüren und töten ihn in Notwehr. Elizabeth und Red finden und retten Seth. Als Dank gibt Seth Red Dokumente über den Mord, in den Tom vermutlich verwickelt ist. Red schickt die Dokumente an Elizabeth. Gleichzeitig findet Tom die Box und möchte mit Elizabeth reden. Sie wissen nicht, dass ihr Haus verwanzt und mit versteckten Überwachungskameras ausgestattet wurde, durch die sie abgehört und beobachtet werden. |           |                                    |                                      |                      |                                       |                   |                                                                                  |                 |
| 6 | 6         | Gina Zanetakos (Nr. 152)           | Gina Zanetakos (No. 152)             | 28. Okt. 2013        | 21. Jan. 2014                         | Adam Arkin        | Wendy West                                                                       | 10,51 Mio.      |
| 7 | 7         | Frederick Barnes (Nr. 47)          | Frederick Barnes (No. 47)            | 4. Nov. 2013         | 28. Jan. 2014                         | Michael Watkins   | J. R. Orci                                                                       | 10,34 Mio.      |
| 8 | 8         | General Ludd (Nr. 109)             | General Ludd (No. 109)               | 11. Nov. 2013        | 4. Feb. 2014                          | Stephen Surjik    | Amanda Kate Shuman                                                               | 10,69 Mio.      |
| 9 | 9         | Anslo Garrick (Nr. 16) – Teil 1    | Anslo Garrick (No. 16)               | 25. Nov. 2013        | 11. Feb. 2014                         | Joe Carnahan      | Joe Carnahan Idee: Joe Carnahan & Jason George                                   | 10,96 Mio.      |
| 10 | 10        | Anslo Garrick (Nr. 16) – Teil 2    | Anslo Garrick (No. 16 – Conclusion)  | 2. Dez. 2013         | 18. Feb. 2014                         | Michael Watkins   | Lukas Reiter & J. R. Orci                                                        | 11,67 Mio.      |
| 11 | 11        | Der gute Samariter (Nr. 106)       | The Good Samaritan (No. 106)         | 13. Jan. 2014        | 25. Feb. 2014                         | Dan Lerner        | Brandon Margolis & Brandon Sonnier                                               | 9,35 Mio.       |
| 12 | 12        | Der Alchemist (Nr. 101)            | The Alchemist (No. 101)              | 20. Jan. 2014        | 4. März 2014                          | Vince Misiano     | Anthony Sparks                                                                   | 8,83 Mio.       |
| 13 | 13        | Die Cyprus Agency (Nr. 64)         | The Cyprus Agency (No. 64)           | 27. Jan. 2014        | 11. März 2014                         | Michael Watkins   | Lukas Reiter                                                                     | 10,17 Mio.      |
| 14 | 14        | Madeline Pratt (Nr. 73)            | Madeline Pratt (No. 73)              | 24. Feb. 2014        | 8. Apr. 2014                          | Michael Zinberg   | Jim Campolongo                                                                   | 11,18 Mio.      |
| 15 | 15        | Der Richter (Nr. 57)               | The Judge (No. 57)                   | 3. März 2014         | 15. Apr. 2014                         | Peter Werner      | Jonathan Shapiro & Lukas Reiter                                                  | 11,01 Mio.      |
| 16 | 16        | Mako Tanida (Nr. 83)               | Mako Tanida (No. 83)                 | 17. März 2014        | 22. Apr. 2014                         | Michael Watkins   | John Eisendrath, Jon Bokenkamp, Patrick Massett & John Zinman Idee: Joe Carnahan | 10,97 Mio.      |
| 17 | 17        | Ivan (Nr. 88)                      | Ivan (No. 88)                        | 24. März 2014        | 29. Apr. 2014                         | Randy Zisk        | J. R. Orci & Amanda Kate Shuman                                                  | 10,80 Mio.      |
| 18 | 18        | Milton Bobbit (Nr. 135)            | Milton Bobbit (No. 135)              | 31. März 2014        | 6. Mai 2014                           | Steven A. Adelson | Daniel Voll                                                                      | 11,39 Mio.      |
| 19 | 19        | Die Pavlovich Brüder (Nr. 119–122) | The Pavlovich Brothers (No. 119–122) | 21. Apr. 2014        | 13. Mai 2014                          | Paul Edwards      | Elizabeth Benjamin                                                               | 11,24 Mio.      |
| 20 | 20        | Der Königsmacher (Nr. 42)          | The Kingmaker (No. 42)               | 28. Apr. 2014        | 20. Mai 2014                          | Karen Gaviola     | J. R. Orci & Lukas Reiter                                                        | 10,85 Mio.      |
| 21 | 21        | Berlin (Nr. 8) – Teil 1            | Berlin (No. 8)                       | 5. Mai 2014          | 27. Mai 2014                          | Michael Zinberg   | John Eisendrath & Jon Bokenkamp                                                  | 10,47 Mio.      |
| 22 | 22        | Berlin (Nr. 8) – Teil 2            | Berlin (No. 8 – Conclusion)          | 12. Mai 2014         | 3. Juni 2014                          | Michael Watkins   | John Eisendrath, Jon Bokenkamp, Lukas Reiter & J. R. Orci Idee: Richard D’Ovidio | 10,44 Mio.      |

## Staffel 2
Die Erstausstrahlung der zweiten Staffel war vom 22. September 2014 bis zum 14. Mai 2015 auf dem US-amerikanischen Fernsehsender NBC zu sehen. Die deutschsprachige Erstausstrahlung sendete der Pay-TV-Sender RTL Crime vom 25. November 2014 bis zum 23. Juni 2015.
| Nr. (ges.) | Nr. (St.) | Deutscher Titel                     | Originaltitel                        | Erstausstrahlung USA | Deutschsprachige Erstausstrahlung (D) | Regie             | Drehbuch                                                                                        | Zuschauer (USA) |
| ---------- | --------- | ----------------------------------- | ------------------------------------ | -------------------- | ------------------------------------- | ----------------- | ----------------------------------------------------------------------------------------------- | --------------- |
| 23         | 1         | Lord Baltimore (Nr. 104)            | Lord Baltimore (No. 104)             | 22. Sep. 2014        | 25. Nov. 2014                         | Michael Watkins   | Jon Bokenkamp & John Eisendrath                                                                 | 12,55 Mio.      |
| 24         | 2         | Monarch Douglas Bank (Nr. 112)      | Monarch Douglas Bank (No. 112)       | 29. Sep. 2014        | 2. Dez. 2014                          | Paul Edwards      | Kristen Reidel, Amanda Kate Shuman & Daniel Knauf                                               | 10,53 Mio.      |
| 25         | 3         | Dr. James Covington (Nr. 89)        | Dr. James Covington (No. 89)         | 6. Okt. 2014         | 9. Dez. 2014                          | Karen Gaviola     | Lukas Reiter & J. R. Orci                                                                       | 9,98 Mio.       |
| 26         | 4         | Dr. Linus Creel (Nr. 82)            | Dr. Linus Creel (No. 82)             | 13. Okt. 2014        | 16. Dez. 2014                         | Michael Watkins   | Mike Ostrowski                                                                                  | 9,76 Mio.       |
| 27         | 5         | Die Front (Nr. 74)                  | The Front (No. 74)                   | 20. Okt. 2014        | 23. Dez. 2014                         | Steven A. Adelson | Jim Campolongo & Adam Sussman Idee: Adam Sussman                                                | 9,34 Mio.       |
| 28         | 6         | Das Mombasa Kartell (Nr. 114)       | The Mombasa Cartel (No. 114)         | 27. Okt. 2014        | 30. Dez. 2014                         | David Platt       | Daniel Knauf                                                                                    | 9,57 Mio.       |
| 29         | 7         | Der Krummsäbel (Nr. 22)             | The Scimitar (No. 22)                | 3. Nov. 2014         | 6. Jan. 2015                          | Karen Gaviola     | J. R. Orci & Lukas Reiter                                                                       | 9,30 Mio.       |
| 30         | 8         | Der Dekabrist (Nr. 12)              | The Decembrist (No. 12)              | 10. Nov. 2014        | 13. Jan. 2015                         | Michael Watkins   | John Eisendrath & Jon Bokenkamp                                                                 | 9,75 Mio.       |
| 31         | 9         | Luther Braxton (Nr. 21) – Teil 1    | Luther Braxton (No. 21)              | 1. Feb. 2015         | 10. März 2015                         | Joe Carnahan      | Jon Bokenkamp & John Eisendrath Idee: J. R. Orci, Lukas Reiter, John Eisendrath & Jon Bokenkamp | 25,72 Mio.      |
| 32         | 10        | Luther Braxton (Nr. 21) – Teil 2    | Luther Braxton (No. 21 – Conclusion) | 5. Feb. 2015         | 17. März 2015                         | Michael Watkins   | Mike Ostrowski & Jim Campolongo Idee: Kristen Reidel & Vincent Angell                           | 10,11 Mio.      |
| 33         | 11        | Ruslan Denisov (Nr. 67)             | Ruslan Denisov (No. 67)              | 12. Feb. 2015        | 24. März 2015                         | Andrew McCarthy   | Jonathan Shapiro & Lukas Reiter                                                                 | 8,19 Mio.       |
| 34         | 12        | Die Kenyon Familie (Nr. 71)         | The Kenyon Family (No. 71)           | 19. Feb. 2015        | 31. März 2015                         | David Platt       | Vincent Angell & Daniel Knauf                                                                   | 7,71 Mio.       |
| 35         | 13        | Der Hirschjäger (Nr. 93)            | The Deer Hunter (No. 93)             | 26. Feb. 2015        | 21. Apr. 2015                         | Andrew McCarthy   | Amanda Kate Shuman                                                                              | 8,01 Mio.       |
| 36         | 14        | T. Earl King VI (Nr. 94)            | T. Earl King VI (No. 94)             | 5. März 2015         | 28. Apr. 2015                         | Steven A. Adelson | Brandon Sonnier & Brandon Margolis                                                              | 8,23 Mio.       |
| 37         | 15        | Der Major (Nr. 75)                  | The Major (No. 75)                   | 12. März 2015        | 5. Mai 2015                           | Michael Watkins   | Jon Bokenkamp & John Eisendrath & Lukas Reiter                                                  | 7,49 Mio.       |
| 38         | 16        | Tom Keen (Nr. 7)                    | Tom Keen (No. 7)                     | 19. März 2015        | 12. Mai 2015                          | Andrew McCarthy   | J. R. Orci, Lukas Reiter, John Eisendrath & Jon Bokenkamp                                       | 8,64 Mio.       |
| 39         | 17        | Das Projekt „Ewiges Leben“ (Nr. 97) | The Longevity Initiative (No. 97)    | 26. März 2015        | 19. Mai 2015                          | Donald Thorin Jr. | Lukas Reiter & J. R. Orci                                                                       | 8,12 Mio.       |
| 40         | 18        | Vanessa Cruz (Nr. 117)              | Vanessa Cruz (No. 117)               | 2. Apr. 2015         | 26. Mai 2015                          | Guy Ferland       | Vincent Angell & Daniel Knauf                                                                   | 7,70 Mio.       |
| 41         | 19        | Leonard Caul (Nr. 62)               | Leonard Caul (No. 62)                | 23. Apr. 2015        | 2. Juni 2015                          | Michael Waxman    | Brandon Margolis, Brandon Sonnier, Kristen Reidel & Jim Campolongo                              | 7,47 Mio.       |
| 42         | 20        | Quon Zhang (Nr. 87)                 | Quon Zhang (No. 87)                  | 30. Apr. 2015        | 9. Juni 2015                          | Karen Gaviola     | J. R. Orci & Lukas Reiter                                                                       | 6,60 Mio.       |
| 43         | 21        | Karakurt (Nr. 55)                   | Karakurt (No. 55)                    | 7. Mai 2015          | 16. Juni 2015                         | Steven A. Adelson | Daniel Knauf                                                                                    | 6,90 Mio.       |
| 44         | 22        | Tom Connolly (Nr. 11)               | Tom Connolly (No. 11)                | 14. Mai 2015         | 23. Juni 2015                         | Michael Watkins   | John Eisendrath & Jon Bokenkamp                                                                 | 7,49 Mio.       |

## Staffel 3
Die Erstausstrahlung der dritten Staffel war vom 1. Oktober 2015 bis zum 19. Mai 2016 auf dem US-amerikanischen Fernsehsender NBC zu sehen. Die deutschsprachige Erstausstrahlung sendete der Pay-TV-Sender RTL Crime vom 5. Januar bis zum 28. Juni 2016.
| Nr. (ges.) | Nr. (St.) | Deutscher Titel                  | Originaltitel                        | Erstausstrahlung USA | Deutschsprachige Erstausstrahlung (D) | Regie             | Drehbuch                                                                                        | Zuschauer (USA) |
| --- | --------- | -------------------------------- | ------------------------------------ | -------------------- | ------------------------------------- | ----------------- | ----------------------------------------------------------------------------------------------- | --------------- |
| 45 | 1         | Der Troll Farmer (Nr. 38)        | The Troll Farmer (No. 38)            | 1. Okt. 2015         | 5. Jan. 2016                          | Michael Watkins   | Jon Bokenkamp & John Eisendrath                                                                 | 7,76 Mio.       |
| 46 | 2         | Marvin Gerard (Nr. 80)           | Marvin Gerard (No. 80)               | 8. Okt. 2015         | 5. Jan. 2016                          | Andrew McCarthy   | Daniel Knauf, Brandon Sonnier & Brandon Margolis Idee: J. R. Orci & Lukas Reiter                | 7,02 Mio.       |
| 47 | 3         | Eli Matchett (Nr. 72)            | Eli Matchett (No. 72)                | 15. Okt. 2015        | 12. Jan. 2016                         | Steven A. Adelson | Lukas Reiter & J. R. Orci                                                                       | 6,93 Mio.       |
| 48 | 4         | Der Dschinn (Nr. 43)             | The Djinn (No. 43)                   | 22. Okt. 2015        | 12. Jan. 2016                         | Omar Madha        | Daniel Cerone                                                                                   | 6,68 Mio.       |
| 49 | 5         | Arioch Cain (Nr. 50)             | Arioch Cain (No. 50)                 | 29. Okt. 2015        | 19. Jan. 2016                         | Alex Zakrzewski   | Dawn DeNoon                                                                                     | 7,03 Mio.       |
| 50 | 6         | Sir Crispin Crandall (Nr. 86)    | Sir Crispin Crandall (No. 86)        | 5. Nov. 2015         | 19. Jan. 2016                         | Ami Canaan Mann   | Dave Thomas                                                                                     | 6,44 Mio.       |
| Sir Crispin Crandall entführt die weltweite Intelligenz-Elite, um die Menschheit vor dem Aussterben zu bewahren. Dazu bewahrt er diese auf einem Flugzeug in Eis auf. Er bekommt Besuch von Red und Liz und wird dabei getötet. Red sucht dort nach den Daumen von Andras Halmi, den er für ein Schließfach benötigt, in dem der Director Peter Geld für eine eventuelle Flucht aufbewahrt. Peter kommt zu spät, um dies zu verhindern. Red setzt nun Peter unter Druck, Liz zu rehabilitieren. Tom bekommt nach dem Kampf mit Asher Sutton die Aufmerksamkeit von den Russen und schafft es so Karakurt in seine Gewalt zu bringen. |           |                                  |                                      |                      |                                       |                   |                                                                                                 |                 |
| 51 | 7         | Zal Bin Hasaan (Nr. 31)          | Zal Bin Hasaan (No. 31)              | 12. Nov. 2015        | 26. Jan. 2016                         | Michael Watkins   | Brandon Sonnier & Brandon Margolis                                                              | 6,75 Mio.       |
| Das FBI ist auf der Suche nach Zal Bin Hasaan. Dabei trifft Samar auf ihren totgeglaubten Bruder. Dieser entpuppt sich im Laufe der Folge zu dem gesuchten Terroristen. Nach erfolgreicher Gefangennahme übergibt Samar ihren Bruder an Red, der Hassan für einen seiner Deals benötigt. Zur gleichen Zeit hält Tom Keen Karakurt als Gefangenen und versucht ihn zu einem Geständnis zu bringen, um Liz zu rehabilitieren. Die Zusammenarbeit des FBI und der CIA wird aufgelöst, da der Director dem FBI bewusst verschweigt, dass er über eine Spur zu Liz verfügt. |           |                                  |                                      |                      |                                       |                   |                                                                                                 |                 |
| 52 | 8         | Könige der Straße (Nr. 108)      | Kings of the Highway (No. 108)       | 19. Nov. 2015        | 26. Jan. 2016                         | Terrence O’Hara   | Brian Studler                                                                                   | 6,91 Mio.       |
| Mr. Solomon will Karakurt aufspüren, der sich in Gefangenschaft von Tom Keen und Harold Cooper befindet. Red wird an einer Tankstelle von der selbsternannten „Kings of the Highway“ entführt. Liz die gerade auf die zu der Zeit in der Tankstelle war, bittet Samar um Hilfe. Samar hat die Nacht mit Ressler verbracht und benutzt zur Standortsuche von Red Resslers Laptop. Dieser bemerkt dies und bittet wiederum Aram, seinen Laptop-Verlauf wiederherzustellen. Die „Kings of the Highway“ planen von den Angehörigen Reds Geld zu erpressen. Als sie jedoch erfahren, dass Red vom FBI gesucht wird und dafür Lösegeld ausgeschrieben ist, wollen sie diesen vorerst an das FBI übergeben. Liz überwältigt allerdings einen Komplizen von „Kings of the Highway“ und bietet ihn als Austausch für Red an. Bei der Übergabe kann Liz vom FBI geschnappt werden.                                                                                     |           |                                  |                                      |                      |                                       |                   |                                                                                                 |                 |
| 53 | 9         | Der Direktor (Nr. 24) – Teil 1   | The Director (No. 24)                | 7. Jan. 2016         | 22. März 2016                         | Mary Lambert      | Daniel Cerone                                                                                   | 7,52 Mio.       |
| 54 | 10        | Der Direktor (Nr. 24) – Teil 2   | The Director (No. 24 – Conclusion)   | 14. Jan. 2016        | 29. März 2016                         | John Terlesky     | Lukas Reiter                                                                                    | 7,47 Mio.       |
| 55 | 11        | Gregory Devry (Nr. 95)           | Mr. Gregory Devry (No. 95)           | 21. Jan. 2016        | 5. Apr. 2016                          | Alex Zakrzewski   | Daniel Knauf                                                                                    | 7,42 Mio.       |
| Ein Mann namens Ray stellt sich dem FBI. Er behauptet der echte Raymond Reddington zu sein und beweist dies anhand von Ereignissen, die nur Reddington selbst wissen kann. Bei dem Treffen der weltgrößten Verbrecher „Shell Island Konzil“ wirft Marcus Caligiuri Reddington zusammen mit Elizabeth Keen die Zusammenarbeit mit dem FBI vor, weswegen einige der in der Runde fehlenden Verbrecher umgekommen sind. Dies untermauert er mit einer Geisel, die beim FBI arbeitet. Als der zweite Ray, der vom FBI verwanzt wurde, ebenfalls zum Treffen erscheint, gibt er vor, er sei der wahre Reddington, der auch mit dem FBI zusammenarbeitet. Redington tötet Caligiuri und dann auch den anderen Ray. Dem FBI gelingt es die Geisel zu befreien. Die Shell-Island-Mitglieder entkommen allerdings durch Reds Hilfe. Später stellt sich heraus, dass der falsche Ray ein Freund von Red war und an Magenkrebs litt, weslhab er Red um Sterbehilfe bat. |           |                                  |                                      |                      |                                       |                   |                                                                                                 |                 |
| 56 | 12        | Das Femgericht (Nr. 132)         | The Vehm (No. 132)                   | 28. Jan. 2016        | 12. Apr. 2016                         | Michael Watkins   | Vincent Angell                                                                                  | 7,16 Mio.       |
| 57 | 13        | Alistair Pitt (Nr. 103)          | Alistair Pitt (No. 103)              | 4. Feb. 2016         | 19. Apr. 2016                         | Bill Roe          | Nicole Phillips Idee: Nicole Phillips & Adam Sussman                                            | 6,49 Mio.       |
| 58 | 14        | Lady Ambrosia (Nr. 77)           | Lady Ambrosia (No. 77)               | 11. Feb. 2016        | 26. Apr. 2016                         | Tim Hunter        | Taylor Martin                                                                                   | 6,44 Mio.       |
| 59 | 15        | Drexel (Nr. 113)                 | Drexel (No. 113)                     | 18. Feb. 2016        | 3. Mai 2016                           | Anton Cropper     | Dave Metzger                                                                                    | 6,02 Mio.       |
| 60 | 16        | Der Verwalter (Nr. 78)           | The Caretaker (No. 78)               | 25. Feb. 2016        | 10. Mai 2016                          | Don Thorin, Jr.   | Dave Thomas                                                                                     | 5,97 Mio.       |
| 61 | 17        | Mr. Solomon (Nr. 32) – Teil 1    | Mr. Solomon (No. 32)                 | 7. Apr. 2016         | 17. Mai 2016                          | Eagle Egilsson    | Brian Studler                                                                                   | 6,42 Mio.       |
| 62 | 18        | Mr. Solomon (Nr. 32) – Teil 2    | Mr. Solomon (No. 32 – Conclusion)    | 14. Apr. 2016        | 24. Mai 2016                          | John Terlesky     | Daniel Cerone                                                                                   | 6,74 Mio.       |
| 63 | 19        | Cape May                         | Cape May                             | 21. Apr. 2016        | 31. Mai 2016                          | Michael Watkins   | Daniel Knauf                                                                                    | 7,02 Mio.       |
| 64 | 20        | Das Artax-Netzwerk (Nr. 41)      | The Artax Network (No. 41)           | 28. Apr. 2016        | 7. Juni 2016                          | Don Thorin, Jr.   | Dawn DeNoon                                                                                     | 6,70 Mio.       |
| 65 | 21        | Susan Hargrave (Nr. 18)          | Susan Hargrave (No. 18)              | 5. Mai 2016          | 14. Juni 2016                         | Andrew McCarthy   | Vincent Angell, Daniel Cerone & Brian Studler Idee: J. R. Orci & Lukas Reiter                   | 6,65 Mio.       |
| 66 | 22        | Alexander Kirk (Nr. 14) – Teil 1 | Alexander Kirk (No. 14)              | 12. Mai 2016         | 21. Juni 2016                         | Michael Dinner    | Jon Bokenkamp & John Eisendrath Idee: Jon Bokenkamp, John Eisendrath, J. R. Orci & Lukas Reiter | 6,62 Mio.       |
| 67 | 23        | Alexander Kirk (Nr. 14) – Teil 2 | Alexander Kirk (No. 14 – Conclusion) | 19. Mai 2016         | 28. Juni 2016                         | Bill Roe          | Lukas Reiter & J. R. Orci                                                                       | 6,88 Mio.       |

## Staffel 4
Die Erstausstrahlung der vierten Staffel war vom 22. September 2016 bis zum 18. Mai 2017 auf dem US-amerikanischen Fernsehsender NBC zu sehen. Die deutschsprachige Erstausstrahlung sendete der Pay-TV-Sender RTL Crime vom 10. Januar bis zum 27. Juni 2017.
| Nr. (ges.) | Nr. (St.) | Deutscher Titel                       | Originaltitel                         | Erstausstrahlung USA | Deutschsprachige Erstausstrahlung (D) | Regie              | Drehbuch                                                                       | Zuschauer (USA) |
| ---------- | --------- | ------------------------------------- | ------------------------------------- | -------------------- | ------------------------------------- | ------------------ | ------------------------------------------------------------------------------ | --------------- |
| 68         | 1         | Esteban (Nr. 79)                      | Esteban (No. 79)                      | 22. Sep. 2016        | 10. Jan. 2017                         | Michael Watkins    | Jon Bokenkamp & John Eisendrath                                                | 6,40 Mio.       |
| 69         | 2         | Mato (Nr. 66)                         | Mato (No. 66)                         | 29. Sep. 2016        | 17. Jan. 2017                         | Andrew McCarthy    | Daniel Cerone                                                                  | 5,99 Mio.       |
| 70         | 3         | Miles McGrath (Nr. 65)                | Miles McGrath (No. 65)                | 6. Okt. 2016         | 24. Jan. 2017                         | John Terlesky      | Lukas Reiter                                                                   | 6,41 Mio.       |
| 71         | 4         | Gaia (Nr. 81)                         | Gaia (No. 81)                         | 13. Okt. 2016        | 31. Jan. 2017                         | Bill Roe           | Peter Noah                                                                     | 5,85 Mio.       |
| 72         | 5         | Der Lindquist-Konzern (Nr. 105)       | The Lindquist Concern (No. 105)       | 20. Okt. 2016        | 7. Feb. 2017                          | Kurt Kuenne        | Dawn DeNoon                                                                    | 5,32 Mio.       |
| 73         | 6         | Die Drosseln (Nr. 53)                 | The Thrushes (No. 53)                 | 27. Okt. 2016        | 14. Feb. 2017                         | Terrence O’Hara    | Daniel Knauf & Dave Metzger Idee: Daniel Knauf                                 | 5,52 Mio.       |
| 74         | 7         | Dr. Adrian Shaw (Nr. 98) – Teil 1     | Dr. Adrian Shaw (No. 98)              | 3. Nov. 2016         | 21. Feb. 2017                         | Andrew McCarthy    | Chap Taylor                                                                    | 5,45 Mio.       |
| 75         | 8         | Dr. Adrian Shaw (Nr. 98) – Teil 2     | Dr. Adrian Shaw (No. 98 – Conclusion) | 10. Nov. 2016        | 28. Feb. 2017                         | Michael Watkins    | Daniel Cerone                                                                  | 5,87 Mio.       |
| 76         | 9         | Lipets Fischereierzeugnisse (Nr. 111) | Lipet’s Seafood Company (No. 111)     | 5. Jan. 2017         | 7. März 2017                          | Don Thorin         | Dawn DeNoon Idee: Lukas Reiter & Dave Metzger                                  | 5,21 Mio.       |
| 77         | 10        | Der Prognostiker (Nr. 163)            | The Forecaster (No. 163)              | 12. Jan. 2017        | 14. März 2017                         | Edward Ornelas     | Kim Newton                                                                     | 5,34 Mio.       |
| 78         | 11        | Der Harem (Nr. 102)                   | The Harem (No. 102)                   | 19. Jan. 2017        | 21. März 2017                         | Bill Roe           | Marisa Tam                                                                     | 5,01 Mio.       |
| 79         | 12        | Natalie Luca (Nr. 184)                | Natalie Luca (No. 184)                | 2. Feb. 2017         | 28. März 2017                         | Michael Watkins    | Noah Schechter                                                                 | 5,05 Mio.       |
| 80         | 13        | Isabella Stone (Nr. 34)               | Isabella Stone (No. 34)               | 9. Feb. 2017         | 4. Apr. 2017                          | Andrew McCarthy    | Taylor Martin                                                                  | 4,91 Mio.       |
| 81         | 14        | Der Architekt (Nr. 107)               | The Architect (No. 107)               | 16. Feb. 2017        | 11. Apr. 2017                         | Christine Gee      | Chat Taylor & Dave Metzger                                                     | 4,76 Mio.       |
| 82         | 15        | Der Apotheker (Nr. 59)                | The Apothecary (No. 59)               | 23. Feb. 2017        | 18. Apr. 2017                         | Michael Caracciolo | Marisa Tam Idee: Brian Studler                                                 | 4,98 Mio.       |
| 83         | 16        | Dembe Zuma (Nr. 10)                   | Dembe Zuma (No. 10)                   | 20. Apr. 2017        | 16. Mai 2017                          | Jean de Segonzac   | Brandon Margolis & Brandon Sonnier                                             | 4,88 Mio.       |
| 84         | 17        | Requiem                               | Requiem                               | 20. Apr. 2017        | 23. Mai 2017                          | Terrence O’Hara    | Daniel Cerone                                                                  | 4,90 Mio.       |
| 85         | 18        | Philomena (Nr. 61)                    | Philomena (No. 61)                    | 27. Apr. 2017        | 30. Mai 2017                          | Michael Watkins    | Peter Noah                                                                     | 4,86 Mio.       |
| 86         | 19        | Dr. Bogdan Krilov (Nr. 29)            | Dr. Bogdan Krilov (No. 29)            | 4. Mai 2017          | 6. Juni 2017                          | Don Thorin         | Lukas Reiter, John Eisendrath & Jon Bokenkamp Idee: Brian Studler & Marisa Tam | 4,82 Mio.       |
| 87         | 20        | Der Schuldeneintreiber (Nr. 46)       | The Debt Collector (No. 46)           | 11. Mai 2017         | 13. Juni 2017                         | Bill Roe           | Kim Newton & Daniel Cerone Idee: Jon Bokenkamp & Lukas Reiter                  | 4,87 Mio.       |
| 88         | 21        | Mr. Kaplan (Nr. 4) – Teil 1           | Mr. Kaplan (No. 4)                    | 18. Mai 2017         | 20. Juni 2017                         | Don Thorin         | John Eisendrath Idee: Lukas Reiter & J. R. Orci                                | 4,94 Mio.       |
| 89         | 22        | Mr. Kaplan (Nr. 4) – Teil 2           | Mr. Kaplan (No. 4 – Conclusion)       | 18. Mai 2017         | 27. Juni 2017                         | Michael Watkins    | Jon Bokenkamp, John Eisendrath & Daniel Cerone Idee: Lukas Reiter & J. R. Orci | 4,92 Mio.       |

## Staffel 5
Die Erstausstrahlung der fünften Staffel war vom 27. September 2017 bis zum 16. Mai 2018 auf dem US-amerikanischen Fernsehsender NBC zu sehen. Die deutschsprachige Erstausstrahlung sendete der Pay-TV-Sender RTL Crime vom 13. Februar bis zum 10. Juli 2018.
| Nr. (ges.) | Nr. (St.) | Deutscher Titel                   | Originaltitel                      | Erstausstrahlung USA | Deutschsprachige Erstausstrahlung (D) | Regie                | Drehbuch                                                                            | Zuschauer (USA) |
| ---------- | --------- | --------------------------------- | ---------------------------------- | -------------------- | ------------------------------------- | -------------------- | ----------------------------------------------------------------------------------- | --------------- |
| 90         | 1         | Smokey Putnum (Nr. 30)            | Smokey Putnum (No. 30)             | 27. Sep. 2017        | 13. Feb. 2018                         | Bill Roe             | Jon Bokenkamp & John Eisendrath                                                     | 6,39 Mio.       |
| 91         | 2         | Greyson Blaise (Nr. 37)           | Greyson Blaise (No. 37)            | 4. Okt. 2017         | 20. Feb. 2018                         | Don Thorin           | Lukas Reiter & Jon Bokenkamp                                                        | 5,87 Mio.       |
| 92         | 3         | Rebecca Thrall (Nr. 76)           | Miss Rebecca Thrall (No. 76)       | 11. Okt. 2017        | 27. Feb. 2018                         | Adam Weisinger       | Jonathan Shapiro & Taylor Martin                                                    | 5,79 Mio.       |
| 93         | 4         | Der Endling (Nr. 44)              | The Endling (No. 44)               | 18. Okt. 2017        | 6. März 2018                          | Michael Watkins      | Noah Schechter                                                                      | 5,46 Mio.       |
| 94         | 5         | Ilyas Surkov (Nr. 54)             | Ilyas Surkov (No. 54)              | 25. Okt. 2017        | 13. März 2018                         | Kurt Kuenne          | Brandon Margolis & Brandon Sonnier                                                  | 5,23 Mio.       |
| 95         | 6         | Die Reiseagentur (Nr. 90)         | The Travel Agency (No. 90)         | 1. Nov. 2017         | 20. März 2018                         | Terrence O’Hara      | Carla Kettner                                                                       | 5,25 Mio.       |
| 96         | 7         | Familie Kilgannon (Nr. 48)        | The Kilgannon Corporation (No. 48) | 8. Nov. 2017         | 27. März 2018                         | Jean de Segonzac     | Lukas Reiter                                                                        | 5,04 Mio.       |
| 97         | 8         | Ian Garvey (Nr. 13) – Teil 1      | Ian Garvey (No. 13)                | 15. Nov. 2017        | 3. Apr. 2018                          | Bill Roe             | John Eisendrath & Jon Bokenkamp                                                     | 5,89 Mio.       |
| 98         | 9         | Untergang                         | Ruin                               | 3. Jan. 2018         | 10. Apr. 2018                         | Michael Caracciolo   | Sean Hennen                                                                         | 6,02 Mio.       |
| 99         | 10        | Der Informant (Nr. 118)           | The Informant (No. 118)            | 10. Jan. 2018        | 17. Apr. 2018                         | Paul Holahan         | Noah Schechter                                                                      | 6,16 Mio.       |
| 100        | 11        | Abraham Stern (Nr. 100)           | Abraham Stern (No. 100)            | 17. Jan. 2018        | 24. Apr. 2018                         | Andrew McCarthy      | Jon Bokenkamp & John Eisendrath Idee: Dave Metzger, Jon Bokenkamp & John Eisendrath | 6,49 Mio.       |
| 101        | 12        | Der Koch (Nr. 56)                 | The Cook (No. 56)                  | 31. Jan. 2018        | 1. Mai 2018                           | Solvan Naim          | Peter Noah                                                                          | 6,11 Mio        |
| 102        | 13        | Die unsichtbare Hand (Nr. 63)     | The Invisible Hand (No. 63)        | 7. Feb. 2018         | 8. Mai 2018                           | Andrew McCarthy      | Jonathan Shapiro & Lukas Reiter                                                     | 6,35 Mio.       |
| 103        | 14        | Mr. Raleigh Sinclair III (Nr. 51) | Mr. Raleigh Sinclair III (No. 51)  | 28. Feb. 2018        | 15. Mai 2018                          | Christine Gee        | Kelli Johnson                                                                       | 5,68 Mio.       |
| 104        | 15        | Pattie Sue Edwards (Nr. 68)       | Pattie Sue Edwards (No. 68)        | 7. März 2018         | 22. Mai 2018                          | Donald E. Thorin Jr. | Carla Kettner                                                                       | 5,69 Mio.       |
| 105        | 16        | Der Steinbock-Killer (Nr. 19)     | The Capricorn Killer (No. 19)      | 14. März 2018        | 29. Mai 2018                          | Bill Roe             | Taylor Martin                                                                       | 5,55 Mio.       |
| 106        | 17        | Anna-Gracia Duerte (Nr. 25)       | Anna-Gracia Duerte (No. 25)        | 4. Apr. 2018         | 5. Juni 2018                          | Michael Caracciolo   | Lukas Reiter & Jonathan Shapiro                                                     | 5,38 Mio.       |
| 107        | 18        | Zarak Mosadek (Nr. 23)            | Zarak Mosadek (No. 23)             | 11. Apr. 2018        | 12. Juni 2018                         | Terrence O’Hara      | Sean Hennen                                                                         | 5,15 Mio.       |
| 108        | 19        | Ian Garvey (Nr. 13) – Teil 2      | Ian Garvey (No. 13 – Conclusion)   | 25. Apr. 2018        | 19. Juni 2018                         | Cort Hessler         | Carla Kettner & Katie Bockes                                                        | 5,24 Mio.       |
| 109        | 20        | Nicholas T. Moore (Nr. 110)       | Nicholas T. Moore (No. 110)        | 2. Mai 2018          | 26. Juni 2018                         | Solvan Naim          | Jon Bokenkamp & Lukas Reiter                                                        | 5,54 Mio.       |
| 110        | 21        | Lawrence Dane Devlin (Nr. 26)     | Lawrence Dane Devlin (No. 26)      | 9. Mai 2018          | 3. Juli 2018                          | Bethany Rooney       | Carla Kettner & Sean Hennen                                                         | 4,95 Mio.       |
| 111        | 22        | Sutton Ross (Nr. 17)              | Sutton Ross (No. 17)               | 16. Mai 2018         | 10. Juli 2018                         | Bill Roe             | John Eisendrath, Jon Bokenkamp & Lukas Reiter                                       | 5,18 Mio.       |

## Staffel 6
Die Erstausstrahlung der sechsten Staffel war vom 3. Januar bis zum 17. Mai 2019 auf dem US-amerikanischen Fernsehsender NBC zu sehen. Die deutschsprachige Erstveröffentlichung fand am 30. Oktober 2019 per DVD und Blu-ray statt.
| Nr. (ges.) | Nr. (St.) | Deutscher Titel                       | Originaltitel                         | Erstausstrahlung USA | Deutschsprachige Erstveröffentlichung (D) | Regie               | Drehbuch                                               | Zuschauer (USA) |
| ---------- | --------- | ------------------------------------- | ------------------------------------- | -------------------- | ----------------------------------------- | ------------------- | ------------------------------------------------------ | --------------- |
| 112        | 1         | Dr. Hans Köhler (Nr. 33)              | Dr. Hans Koehler (No. 33)             | 3. Jan. 2019         | 30. Okt. 2019                             | Bill Roe            | Jon Bokenkamp & John Eisendrath                        | 4,15 Mio.       |
| 113        | 2         | Der Korse (Nr. 20)                    | The Corsican (No. 20)                 | 4. Jan. 2019         | 30. Okt. 2019                             | Kurt Kuenne         | John Eisendrath & Jon Bokenkamp                        | 3,91 Mio.       |
| 114        | 3         | Der Pharmazeut (Nr. 124)              | The Pharmacist (No. 124)              | 11. Jan. 2019        | 30. Okt. 2019                             | Daniel Willis       | Lukas Reiter                                           | 3,66 Mio.       |
| 115        | 4         | Die Pfandleiher (Nr. 146/147)         | The Pawnbrokers (No. 146/147)         | 18. Jan. 2019        | 30. Okt. 2019                             | Lin Oeding          | Carla Kettner                                          | 4,04 Mio.       |
| 116        | 5         | Alter Ego (Nr. 131)                   | Alter Ego (No. 131)                   | 1. Feb. 2019         | 30. Okt. 2019                             | John Terlesky       | Sean Hennen & Lukas Reiter                             | 3,68 Mio.       |
| 117        | 6         | Der Ethiker (Nr. 91)                  | The Ethicist (No. 91)                 | 8. Feb. 2019         | 30. Okt. 2019                             | Bill Roe            | Taylor Martin                                          | 4,24 Mio.       |
| 118        | 7         | General Shiro (Nr. 116)               | General Shiro (No. 116)               | 15. Feb. 2019        | 30. Okt. 2019                             | Kurt Kuenne         | Jonathan Shapiro Idee: Jonathan Shapiro & Lukas Reiter | 3,59 Mio.       |
| 119        | 8         | Marko Jankowics (Nr. 58)              | Marko Jankowics (No. 58)              | 22. Feb. 2019        | 30. Okt. 2019                             | Bill Roe            | Lukas Reiter                                           | 4,34 Mio.       |
| 120        | 9         | Minister D (Nr. 99)                   | Minister D (No. 99)                   | 22. Feb. 2019        | 30. Okt. 2019                             | Michael Caracciolo  | Noah Schechter & Jonathan Shapiro                      | 3,97 Mio.       |
| 121        | 10        | Der Kryptobanker (Nr. 160)            | The Cryptobanker (No. 160)            | 8. März 2019         | 30. Okt. 2019                             | Terrence O’Hara     | Kelli Johnson                                          | 3,82 Mio.       |
| 122        | 11        | Bastien Moreau (Nr. 20) – Teil 1      | Bastien Moreau (No. 20)               | 15. März 2019        | 30. Okt. 2019                             | Andrew McCarthy     | Jon Bokenkamp & John Eisendrath                        | 3,36 Mio.       |
| 123        | 12        | Bastien Moreau (Nr. 20) – Teil 2      | Bastien Moreau (No. 20 – Conclusion)  | 22. März 2019        | 30. Okt. 2019                             | Christine Gee       | John Eisendrath, Jon Bokenkamp & Lukas Reiter          | 4,18 Mio.       |
| 124        | 13        | Robert Vesco (Nr. 9)                  | Robert Vesco (No. 9)                  | 29. März 2019        | 30. Okt. 2019                             | Adam Weisinger      | Michael Perri                                          | 4,33 Mio.       |
| 125        | 14        | Die Osterman Umbrella Company (Nr. 6) | The Osterman Umbrella Company (No. 6) | 29. März 2019        | 30. Okt. 2019                             | Bill Roe            | Sean Hennen                                            | 4,00 Mio.       |
| 126        | 15        | Olivia Olson (Nr. 115)                | Olivia Olson (No. 115)                | 5. Apr. 2019         | 30. Okt. 2019                             | Stephanie Marquardt | Lukas Reiter                                           | 3,62 Mio.       |
| 127        | 16        | Die Glücksgöttin (Nr. 69)             | Lady Luck (No. 69)                    | 12. Apr. 2019        | 30. Okt. 2019                             | Bill Roe            | T Cooper & Allison Glock-Cooper                        | 3,57 Mio.       |
| 128        | 17        | Der dritte Stand (Nr. 136)            | The Third Estate (No. 136)            | 19. Apr. 2019        | 30. Okt. 2019                             | Andrew McCarthy     | Katie Bockes                                           | 4,01 Mio.       |
| 129        | 18        | Der Brockton College Mörder (Nr. 92)  | The Brockton College Killer (No. 92)  | 26. Apr. 2019        | 30. Okt. 2019                             | Lisa Robinson       | Sam Christopher                                        | 4,81 Mio.       |
| 130        | 19        | Der Nebel lichtet sich                | Rassvet                               | 26. Apr. 2019        | 30. Okt. 2019                             | John Terlesky       | Sean Hennen                                            | 3,95 Mio.       |
| 131        | 20        | Guillermo Rizal (Nr. 128)             | Guillermo Rizal (No. 128)             | 3. Mai 2019          | 30. Okt. 2019                             | Cort Hessler        | Noah Schechter                                         | 4,34 Mio.       |
| 132        | 21        | Anna McMahon (Nr. 60)                 | Anna McMahon (No. 60)                 | 10. Mai 2019         | 30. Okt. 2019                             | Michael Caracciolo  | Taylor Martin & Kelli Johnson                          | 4,03 Mio.       |
| 133        | 22        | Robert Diaz (Nr. 15)                  | Robert Diaz (No. 15)                  | 17. Mai 2019         | 30. Okt. 2019                             | Bill Roe            | Jon Bokenkamp, John Eisendrath & Lukas Reiter          | 4,46 Mio.       |

## Staffel 7
Die Erstausstrahlung der siebten Staffel war vom 4. Oktober 2019 bis zum 15. Mai 2020 auf dem US-amerikanischen Fernsehsender NBC zu sehen. Die deutschsprachige Erstveröffentlichung fand am 26. Juni 2020 bei Netflix per Streaming statt.
Ursprünglich waren für die 7. Staffel 22 Folgen geplant. Mitten während der Dreharbeiten für die 19. Folge „The Kazanjian Brothers“ in New York wurden jedoch alle TV-Produktionen wegen der COVID-19-Pandemie unterbrochen. Um die Episode dennoch abzuschließen und die Staffel vorzeitig zu beenden, kamen die Produzenten auf die Idee, die bereits abgedrehten Aufnahmen mit Animationen im Comic-Stil zu ergänzen. Die Dialoge für die animierten Szenen wurden von den Schauspielern für einen nahtlosen Übergang zwischen den beiden Stilen zu Hause aufgenommen, damit die Trickzeichner und Filmeditoren ihre Arbeit aus der Ferne fertigstellen konnten.
| Nr. (ges.) | Nr. (St.) | Deutscher Titel                     | Originaltitel                           | Erstausstrahlung USA | Deutschsprachige Erstveröffentlichung (D/A/CH) | Regie                  | Drehbuch                        | Zuschauer (USA) |
| ---------- | --------- | ----------------------------------- | --------------------------------------- | -------------------- | ---------------------------------------------- | ---------------------- | ------------------------------- | --------------- |
| 134        | 1         | Louis T. Steinhil (Nr. 27) – Teil 1 | Louis T. Steinhil (No. 27)              | 4. Okt. 2019         | 26. Juni 2020                                  | Bill Roe               | John Eisendrath & Jon Bokenkamp | 4,05 Mio.       |
| 135        | 2         | Louis T. Steinhil (Nr. 27) – Teil 2 | Louis T. Steinhil (No. 27 – Conclusion) | 11. Okt. 2019        | 26. Juni 2020                                  | Cort Hessler           | Lukas Reiter                    | 3,78 Mio.       |
| 136        | 3         | Les Fleurs Du Mal (Nr. 151)         | Les Fleurs Du Mal (No. 151)             | 18. Okt. 2019        | 26. Juni 2020                                  | Lisa Robinson          | Kelli Johnson & Taylor Martin   | 3,57 Mio.       |
| 137        | 4         | Kuwait                              | Kuwait                                  | 25. Okt. 2019        | 26. Juni 2020                                  | Stephanie A. Marquardt | Sean Hennen                     | 3,61 Mio.       |
| 138        | 5         | Norman Devane (Nr. 138)             | Norman Devane (No. 138)                 | 1. Nov. 2019         | 26. Juni 2020                                  | Kurt Kuenne            | Noah Schechter                  | 3,94 Mio.       |
| 139        | 6         | Dr. Lewis Powell (Nr. 130)          | Dr. Lewis Powell (No. 130)              | 8. Nov. 2019         | 26. Juni 2020                                  | Christine Gee          | Sam Christopher                 | 4,19 Mio.       |
| 140        | 7         | Hannah Hayes (Nr. 125)              | Hannah Hayes (No. 125)                  | 15. Nov. 2019        | 26. Juni 2020                                  | Adam Weisinger         | Daniel Cerone                   | 3,98 Mio.       |
| 141        | 8         | Der Hawaladar (Nr. 162)             | The Hawaladar (No. 162)                 | 22. Nov. 2019        | 26. Juni 2020                                  | Paul Holahan           | Jon Bokenkamp & Lukas Reiter    | 3,91 Mio.       |
| 142        | 9         | Orion Relocation Services (Nr. 159) | Orion Relocation Services (No. 159)     | 6. Dez. 2019         | 26. Juni 2020                                  | Stephanie Marquardt    | Sean Hennen & Taylor Martin     | 3,67 Mio.       |
| 143        | 10        | Katarina Rostova (Nr. 3) – Teil 1   | Katarina Rostova (No. 3)                | 13. Dez. 2019        | 26. Juni 2020                                  | Daniel Willis          | Daniel Cerone                   | 3,87 Mio.       |
| 144        | 11        | Victoria Fenberg (Nr. 137)          | Victoria Fenberg (No. 137)              | 20. März 2020        | 26. Juni 2020                                  | Bill Roe               | T Cooper & Allison Glock-Cooper | 5,38 Mio.       |
| 145        | 12        | Cornelius Ruck (Nr. 155)            | Cornelius Ruck (No. 155)                | 27. März 2020        | 26. Juni 2020                                  | John Terlesky          | Lukas Reiter                    | 4,73 Mio.       |
| 146        | 13        | Newton Purcell (Nr. 144)            | Newton Purcell (No. 144)                | 3. Apr. 2020         | 26. Juni 2020                                  | Michael Caracciolo     | Noah Schechter                  | 4,67 Mio.       |
| 147        | 14        | Twamie Ullulaq (Nr. 126)            | Twamie Ullulaq (No. 126)                | 10. Apr. 2020        | 26. Juni 2020                                  | Victor Nelli, Jr.      | Daniel Cerone                   | 4,86 Mio.       |
| 148        | 15        | Gordon Kemp (Nr. 158)               | Gordon Kemp (No. 158)                   | 17. Apr. 2020        | 26. Juni 2020                                  | Andrew McCarthy        | Jonathan Shapiro & Lukas Reiter | 4,83 Mio.       |
| 149        | 16        | Nyle Hatcher (Nr. 149)              | Nyle Hatcher (No. 149)                  | 24. Apr. 2020        | 26. Juni 2020                                  | Tessa Blake            | Katie Bockes                    | 4,83 Mio.       |
| 150        | 17        | Brüder                              | Brothers                                | 1. Mai 2020          | 26. Juni 2020                                  | Mahesh Pailoor         | Sean Hennen                     | 4,50 Mio.       |
| 151        | 18        | Roy Cain (Nr. 150)                  | Roy Cain (No. 150)                      | 8. Mai 2020          | 26. Juni 2020                                  | Daniel Willis          | Aiah Samba                      | 4,55 Mio.       |
| 152        | 19        | Die Brüder Kazanjian (Nr. 156–157)  | The Kazanjian Brothers (No. 156–157)    | 15. Mai 2020         | 26. Juni 2020                                  | Michael Caracciolo     | Kelli Johnson & Sam Christopher | 4,13 Mio.       |

## Staffel 8
Die Erstausstrahlung der achten Staffel war vom 13. November 2020 bis zum 23. Juni 2021 auf dem US-amerikanischen Fernsehsender NBC zu sehen. Die deutschsprachige Erstveröffentlichung der ersten 15 Episoden fand am 1. Juli 2021 auf Prime Video per Streaming statt.
| Nr. (ges.) | Nr. (St.) | Deutscher Titel                          | Originaltitel                         | Erstausstrahlung USA | Deutschsprachige Erstveröffentlichung (D/A) | Regie               | Drehbuch                                      | Zuschauer (USA) |
| ---------- | --------- | ---------------------------------------- | ------------------------------------- | -------------------- | ------------------------------------------- | ------------------- | --------------------------------------------- | --------------- |
| 153        | 1         | Roanoke (Nr. 139)                        | Roanoke (No. 139)                     | 13. Nov. 2020        | 1. Juli 2021                                | Andrew McCarthy     | Daniel Cerone                                 | 3,72 Mio.       |
| 154        | 2         | Katarina Rostova (Nr. 3) – Teil 2        | Katarina Rostova (No. 3 – Conclusion) | 20. Nov. 2020        | 1. Juli 2021                                | Stephanie Marquardt | Lukas Reiter                                  | 3,53 Mio.       |
| 155        | 3         | 450 Gramm                                | 16 Ounces                             | 22. Jan. 2021        | 1. Juli 2021                                | Andrew McCarthy     | John Eisendrath, Jon Bokenkamp & Lukas Reiter | 3,27 Mio.       |
| 156        | 4         | Elizabeth Keen (Nr. 1)                   | Elizabeth Keen (No. 1)                | 29. Jan. 2021        | 1. Juli 2021                                | Cort Hessler        | Sean Hennen                                   | 3,43 Mio.       |
| 157        | 5         | Die Fribourg Gruppierung (Nr. 140)       | The Fribourg Confidence (No. 140)     | 5. Feb. 2021         | 1. Juli 2021                                | Andrew McCarthy     | Noah Schechter                                | 3,44 Mio.       |
| 158        | 6         | Die Wellstone Agentur (Nr. 127)          | The Wellstone Agency (No. 127)        | 12. Feb. 2021        | 1. Juli 2021                                | Matthew McLoota     | Kelli Johnson                                 | 3,44 Mio.       |
| 159        | 7         | Mary, Die Chemikerin (Nr. 143)           | Chemical Mary (No. 143)               | 19. Feb. 2021        | 1. Juli 2021                                | Christine Moore     | Daniel Cerone                                 | 3,38 Mio.       |
| 160        | 8         | Ogden Greeley (Nr. 40)                   | Ogden Greeley (No. 40)                | 26. Feb. 2021        | 1. Juli 2021                                | Michael Caracciolo  | Lukas Reiter                                  | 3,57 Mio.       |
| 161        | 9         | Der Cyranoid (Nr. 35)                    | The Cyranoid (No. 35)                 | 5. März 2021         | 1. Juli 2021                                | Andrew McCarthy     | Allison Glock-Cooper & T Cooper               | 3,22 Mio.       |
| 162        | 10        | Dr. Laken Perillos (Nr. 70)              | Dr. Laken Perillos (No. 70)           | 12. März 2021        | 1. Juli 2021                                | Phil Bertelsen      | Aiah Samba                                    | 3,30 Mio.       |
| 163        | 11        | Captain Kidd (Nr. 96)                    | Captain Kidd (No. 96)                 | 26. März 2021        | 1. Juli 2021                                | Andrew McCarthy     | Sam Christopher                               | 3,29 Mio.       |
| 164        | 12        | Rakitin (Nr. 28)                         | Rakitin (No. 28)                      | 2. Apr. 2021         | 1. Juli 2021                                | Mahesh Pailoor      | Lukas Reiter                                  | 3,29 Mio.       |
| 165        | 13        | Anne                                     | Anne                                  | 16. Apr. 2021        | 1. Juli 2021                                | Andrew McCarthy     | Sean Hennen                                   | 3,53 Mio.       |
| 166        | 14        | Der Feind meines Feindes ist mein Freund | Misere                                | 23. Apr. 2021        | 1. Juli 2021                                | Christine Gee       | Jon Bokenkamp & John Eisendrath               | 3,44 Mio.       |
| 167        | 15        | Der Russische Knoten                     | The Russian Knot                      | 30. Apr. 2021        | 1. Juli 2021                                | Juan Avella         | Katie Bockes                                  | 3,35 Mio.       |
| 168        | 16        | Nicholas Obenrader (Nr. 133)             | Nicholas Obenrader (No. 133)          | 7. Mai 2021          | 14. Juli 2021                               | Daniel Willis       | Taylor Martin                                 | 3,20 Mio.       |
| 169        | 17        | Ivan Stepanov (Nr. 5)                    | Ivan Stepanov (No. 5)                 | 14. Mai 2021         | 14. Juli 2021                               | Adam Weisinger      | David Merritt                                 | 3,09 Mio.       |
| 170        | 18        | Der Wandelbare (Nr. 36)                  | The Protean (No. 36)                  | 21. Mai 2021         | 14. Juli 2021                               | Michael Caracciolo  | Justine Neubarth                              | 3,27 Mio.       |
| 171        | 19        | Balthazar 'Bino' Baker (Nr. 129)         | Balthazar „Bino“ Baker (No. 129)      | 28. Mai 2021         | 14. Juli 2021                               | Christine Moore     | Lukas Reiter                                  | 3,33 Mio.       |
| 172        | 20        | Godwin Page (Nr. 141)                    | Godwin Page (No. 141)                 | 4. Juni 2021         | 14. Juli 2021                               | John Terlesky       | Lukas Reiter                                  | 3,16 Mio.       |
| 173        | 21        | Wie Alles Begann                         | Nachalo                               | 16. Juni 2021        | 14. Juli 2021                               | Kurt Kuenne         | John Eisendrath, Jon Bokenkamp & Lukas Reiter | 2,35 Mio.       |
| 174        | 22        | Das Erbe                                 | Konets                                | 23. Juni 2021        | 18. Juli 2021                               | John Terlesky       | John Eisendrath & Jon Bokenkamp               | 2,15 Mio.       |

## Staffel 9
Die Erstausstrahlung der neunten Staffel erfolgte vom 21. Oktober 2021 bis zum 27. Mai 2022 auf dem US-amerikanischen Sender NBC. Die deutschsprachige Erstveröffentlichung erfolgte am 26. Juni 2022 auf Netflix per Streaming.
| Nr. (ges.) | Nr. (St.) | Deutscher Titel                                     | Originaltitel                               | Erstausstrahlung USA | Deutschsprachige Erstveröffentlichung (D) | Regie              | Drehbuch                        | Zuschauer (USA) |
| ---------- | --------- | --------------------------------------------------- | ------------------------------------------- | -------------------- | ----------------------------------------- | ------------------ | ------------------------------- | --------------- |
| 175        | 1         | Der Schinder (Nr. 45) – Teil 1                      | The Skinner (No. 45)                        | 21. Okt. 2021        | 26. Juni 2022                             | Christine Moore    | John Eisendrath & Lukas Reiter  | 3,11 Mio.       |
| 176        | 2         | Der Schinder (Nr. 45) – Teil 2                      | The Skinner (No. 45 – Conclusion)           | 28. Okt. 2021        | 26. Juni 2022                             | Matthew McLoota    | John Eisendrath & Lukas Reiter  | 2,81 Mio.       |
| 177        | 3         | Die stolze Bruderschaft der Kirchenritter (Nr. 178) | The SPK (No. 178)                           | 4. Nov. 2021         | 26. Juni 2022                             | Christine Moore    | Daniel Cerone                   | 3,09 Mio.       |
| 178        | 4         | Der Racheengel (Nr. 49)                             | The Avenging Angel (No. 49)                 | 11. Nov. 2021        | 26. Juni 2022                             | Andrew McCarthy    | Sean Hennen                     | 2,99 Mio.       |
| 179        | 5         | Benjamin T. Okara (Nr. 183)                         | Benjamin T. Okara (No. 183)                 | 18. Nov. 2021        | 26. Juni 2022                             | Jono Oliver        | Noah Schechter                  | 2,94 Mio.       |
| 180        | 6         | Dr. Roberta Sand (Nr. 153)                          | Dr. Roberta Sand, Ph.D. (No. 153)           | 9. Dez. 2021         | 26. Juni 2022                             | Andrew McCarthy    | Allison Glock-Cooper & T Cooper | 2,89 Mio.       |
| 181        | 7         | Zwischen Schlafen und Wachen                        | Between Sleep and Awake                     | 6. Jan. 2022         | 26. Juni 2022                             | Christine Moore    | Taylor Martin                   | 3,53 Mio.       |
| 182        | 8         | Dr. Razmik Maier (Nr. 168)                          | Dr. Razmik Maier (No. 168)                  | 13. Jan. 2022        | 26. Juni 2022                             | Avi Youabian       | Justine Neubarth                | 3,41 Mio.       |
| 183        | 9         | Boukman Baptiste (Nr. 164)                          | Boukman Baptiste (No. 164)                  | 20. Jan. 2022        | 26. Juni 2022                             | Andrew McCarthy    | David Merritt                   | 3,43 Mio.       |
| 184        | 10        | Das Arcane Netzwerk (Nr. 154)                       | Arcane Wireless (No. 154)                   | 25. Feb. 2022        | 26. Juni 2022                             | Michael Caracciolo | Sam Christopher                 | 2,94 Mio.       |
| 185        | 11        | Das Konglomerat (Nr. 142)                           | The Conglomerate (No. 142)                  | 4. März 2022         | 26. Juni 2022                             | Adam Weisinger     | Aiah Samba                      | 2,72 Mio.       |
| 186        | 12        | Der Vorsitzende (Nr. 171)                           | The Chairman (No. 171)                      | 18. März 2022        | 26. Juni 2022                             | Bethany Rooney     | Katie Bockes                    | 2,63 Mio.       |
| 187        | 13        | Echte Models GmbH (Nr. 176)                         | Genuine Models, Inc. (No. 176)              | 25. März 2022        | 26. Juni 2022                             | Mahesh Pailoor     | Allison Glock-Cooper & T Cooper | 2,71 Mio.       |
| 188        | 14        | Eva Mason (Nr. 181)                                 | Eva Mason (No. 181)                         | 1. Apr. 2022         | 26. Juni 2022                             | John Terlesky      | Taylor Martin                   | 2,92 Mio.       |
| 189        | 15        | Andrew Kennison (Nr. 185)                           | Andrew Kennison (No. 185)                   | 8. Apr. 2022         | 26. Juni 2022                             | Mahesh Pailoor     | Lukas Reiter                    | 3,06 Mio.       |
| 190        | 16        | Helen Maghi (Nr. 172)                               | Helen Maghi (No. 172)                       | 15. Apr. 2022        | 26. Juni 2022                             | John Terlesky      | Daniel Cerone                   | 2,85 Mio.       |
| 191        | 17        | El Conejo (Nr. 177)                                 | El Conejo (No. 177)                         | 22. Apr. 2022        | 26. Juni 2022                             | Andrew McCarthy    | Sean Hennen                     | 3,26 Mio.       |
| 192        | 18        | Laszlo Jankowics (Nr. 180)                          | Laszlo Jankowics (No. 180)                  | 29. Apr. 2022        | 26. Juni 2022                             | Christine Gee      | Lukas Reiter                    | 3,09 Mio.       |
| 193        | 19        | Die Bärenmaske                                      | The Bear Mask                               | 6. Mai 2022          | 26. Juni 2022                             | Matthew McLoota    | Noah Schechter                  | 2,76 Mio.       |
| 194        | 20        | Die Caelum-Bank (Nr. 169)                           | Caelum Bank (No. 169)                       | 13. Mai 2022         | 26. Juni 2022                             | Cort Hessler       | Sean Hennen                     | 2,77 Mio.       |
| 195        | 21        | Marvin Gerard (Nr. 80) – Teil 1                     | Marvin Gerard (No. 80 – Conclusion, Part 1) | 20. Mai 2022         | 26. Juni 2022                             | Christine Moore    | Daniel Cerone                   | 2,70 Mio.       |
| 196        | 22        | Marvin Gerard (Nr. 80) – Teil 2                     | Marvin Gerard (No. 80 – Conclusion, Part 2) | 27. Mai 2022         | 26. Juni 2022                             | Cort Hessler       | Lukas Reiter                    | 2,82 Mio.       |

## Staffel 10
Die Erstausstrahlung der zehnten Staffel begann am 26. Februar 2023 auf dem US-amerikanischen Fernsehsender NBC und endete am 13. Juli 2023. Im deutschsprachigen Raum wurden die ersten Episoden bereits Mitte März bei Prime Video als Kauftitel bereitgestellt, die komplette Staffel ist seit dem 12. August 2023 bei Netflix abrufbar.
| Nr. (ges.) | Nr. (St.) | Deutscher Titel                             | Originaltitel                               | Erstausstrahlung USA | Deutschsprachige Erstveröffentlichung (D) | Regie              | Drehbuch                        | Zuschauer (USA) |
| ---------- | --------- | ------------------------------------------- | ------------------------------------------- | -------------------- | ----------------------------------------- | ------------------ | ------------------------------- | --------------- |
| 197        | 1         | Die Nachteule                               | The Night Owl                               | 26. Feb. 2023        | 12. Aug. 2023                             | Cort Hessler       | Lukas Reiter                    | 2,32 Mio.       |
| 198        | 2         | Die Walfängerin (Nr. 165)                   | The Whaler (No. 165)                        | 5. März 2023         | 12. Aug. 2023                             | Michael Caracciolo | Sean Hennen                     | 1,76 Mio.       |
| 199        | 3         | Die Vier Ganoven (Nr. 199)                  | The Four Guns (No. 199)                     | 12. März 2023        | 12. Aug. 2023                             | Matthew McLoota    | Katie Bockes                    | 1,89 Mio.       |
| 200        | 4         | Die Hyäne (Nr. 200)                         | The Hyena (No. 200)                         | 19. März 2023        | 12. Aug. 2023                             | John Terlesky      | Daniel Cerone                   | 1,72 Mio.       |
| 201        | 5         | Die Affäre Dockery                          | The Dockery Affair                          | 26. März 2023        | 12. Aug. 2023                             | Ruben Garcia       | T Cooper & Allison Glock-Cooper | 1,78 Mio.       |
| 202        | 6         | Dr. Laken Perillos (Nr. 70) – Teil 2        | Dr. Laken Perillos (No. 70 – Conclusion)    | 2. Apr. 2023         | 12. Aug. 2023                             | Michael Caracciolo | Noah Schechter                  | 2,06 Mio.       |
| 203        | 7         | Der Freelancer, Teil 2 (Nr. 145)            | The Freelancer: Part 2 (No. 145)            | 9. Apr. 2023         | 12. Aug. 2023                             | Cort Hessler       | Sam Christopher                 | 2,12 Mio.       |
| 204        | 8         | Der Trollfarmer (Nr. 38): Teil 2            | The Troll Farmer: Part 2 (No. 38)           | 16. Apr. 2023        | 12. Aug. 2023                             | Jono Oliver        | Taylor Martin                   | 1,73 Mio.       |
| 205        | 9         | Der Trollfarmer (Nr. 38): Teil 3            | The Troll Farmer: Part 3 (No. 38)           | 23. Apr. 2023        | 12. Aug. 2023                             | Christine Gee      | Lukas Reiter                    | 1,69 Mio.       |
| 206        | 10        | Der Postmann (Nr. 173)                      | The Postman (No. 173)                       | 30. Apr. 2023        | 12. Aug. 2023                             | Kevin Berlandi     | Justine Neubarth                | 1,98 Mio.       |
| 207        | 11        | Der Mann mit Hut                            | The Man in the Hat                          | 7. Mai 2023          | 12. Aug. 2023                             | Olenka Denysenko   | Daniel Cerone                   | 1,70 Mio.       |
| 208        | 12        | Dr. Michael Abani (Nr. 198)                 | Dr. Michael Abani (No. 198)                 | 14. Mai 2023         | 12. Aug. 2023                             | Andrew McCarthy    | Noah Schechter                  | 1,66 Mio.       |
| 209        | 13        | Der Sizilianische Farbfehler                | The Sicilian Error of Color                 | 21. Mai 2023         | 12. Aug. 2023                             | Mahesh Pailoor     | T Cooper & Allison Glock-Cooper | 1,55 Mio.       |
| 210        | 14        | Die unsichtbare Braut (Nr. 192)             | The Nowhere Bride (No. 192)                 | 28. Mai 2023         | 12. Aug. 2023                             | Bethany Rooney     | Cristina Boada                  | 1,89 Mio.       |
| 211        | 15        | Drei auf einen Streich                      | The Hat Trick                               | 1. Juni 2023         | 12. Aug. 2023                             | Adam Weisinger     | Katie Bockes & Sam Christopher  | 2,78 Mio.       |
| 212        | 16        | Blair Foster (Nr. 39)                       | Blair Foster (No. 39)                       | 1. Juni 2023         | 12. Aug. 2023                             | Saray Guidetti     | Taylor Martin                   | 2,27 Mio.       |
| 213        | 17        | Die Morgana Logistics Corporation (Nr. 167) | The Morgana Logistics Corporation (No. 167) | 8. Juni 2023         | 12. Aug. 2023                             | Andrew McCarthy    | Aiah Samba                      | 2,45 Mio.       |
| 214        | 18        | Wermut (Nr. 182)                            | Wormwood (No. 182)                          | 22. Juni 2023        | 12. Aug. 2023                             | Diego Klattenhoff  | Sam Eisendrath                  | 2,47 Mio.       |
| 215        | 19        | Zimmer 417                                  | Room 417                                    | 29. Juni 2023        | 12. Aug. 2023                             | Andrew McCarthy    | James M. Feinberg               | 2,52 Mio.       |
| 216        | 20        | Arthur Hudson (Nr. 2)                       | Arthur Hudson (No. 2)                       | 6. Juli 2023         | 12. Aug. 2023                             | Christine Moore    | Sean Hennen                     | 2,43 Mio.       |
| 217        | 21        | Raymond Reddington: Teil 1 (Nr. 00)         | Raymond Reddington: Part 1 (No. 00)         | 13. Juli 2023        | 12. Aug. 2023                             | Michael Caracciolo | Katie Bockes & Noah Schechter   | 2,81 Mio.       |
| 218        | 22        | Gute Nacht Raymond Reddington               | Raymond Reddington: Good Night (No. 00)     | 13. Juli 2023        | 12. Aug. 2023                             | Michael Caracciolo | Lukas Reiter                    | 2,64 Mio.       |

## Zuschauerzahlen
| Staffel | Staffel | Episodennummer | Episodennummer | Episodennummer | Episodennummer | Episodennummer | Episodennummer | Episodennummer | Episodennummer | Episodennummer | Episodennummer | Episodennummer | Episodennummer | Episodennummer | Episodennummer | Episodennummer | Episodennummer | Episodennummer | Episodennummer | Episodennummer | Episodennummer | Episodennummer | Episodennummer | Episodennummer | Durchschnitt |
| Staffel | Staffel | 1              | 2              | 3              | 4              | 5              | 6              | 7              | 8              | 9              | 10             | 11             | 12             | 13             | 14             | 15             | 16             | 17             | 18             | 19             | 20             | 21             | 22             | 23             | Durchschnitt |
| ------- | ------- | -------------- | -------------- | -------------- | -------------- | -------------- | -------------- | -------------- | -------------- | -------------- | -------------- | -------------- | -------------- | -------------- | -------------- | -------------- | -------------- | -------------- | -------------- | -------------- | -------------- | -------------- | -------------- | -------------- | ------------ |
|         | 1       | 12,58          | 11,35          | 11,18          | 10,93          | 10,44          | 10,51          | 10,34          | 10,69          | 10,96          | 11,67          | 9,35           | 8,83           | 10,17          | 11,18          | 11,01          | 10,97          | 10,8           | 11,39          | 11,24          | 10,85          | 10,47          | 10,44          | N/A            | 10.79        |
|         | 2       | 12,55          | 10,51          | 10,07          | 9,76           | 9,34           | 9,57           | 9,3            | 9,75           | 25,72          | 10,11          | 8,19           | 7,71           | 8,01           | 8,23           | 7,53           | 8,64           | 8,12           | 7,7            | 7,47           | 6,6            | 6,9            | 7,49           | N/A            | 9.51         |
|         | 3       | 7,76           | 7,02           | 6,93           | 6,68           | 7,03           | 6,44           | 6,75           | 6,91           | 7,52           | 7,47           | 7,42           | 7,16           | 6,49           | 6,43           | 6,02           | 5,97           | 6,42           | 6,74           | 7,02           | 6,7            | 6,65           | 6,62           | 6,88           | 6.83         |
|         | 4       | 6,4            | 5,99           | 6,41           | 5,85           | 5,32           | 5,52           | 5,45           | 5,87           | 5,21           | 5,34           | 5,01           | 5,05           | 4,91           | 4,76           | 4,98           | 4,88           | 4,9            | 4,86           | 4,82           | 4,87           | 4,94           | 4,92           | N/A            | 5.28         |
|         | 5       | 6,39           | 5,87           | 5,79           | 5,46           | 5,23           | 5,25           | 5,04           | 5,89           | 6,02           | 6,16           | 6,49           | 6,11           | 6,35           | 5,68           | 5,69           | 5,55           | 5,38           | 5,15           | 5,24           | 5,54           | 4,96           | 5,18           | N/A            | 5.66         |
|         | 6       | 4,15           | 3,91           | 3,66           | 4,04           | 3,68           | 4,24           | 3,59           | 4,34           | 3,97           | 3,82           | 3,36           | 4,18           | 4,33           | 4              | 3,62           | 3,57           | 4,04           | 4,09           | 3,95           | 4,34           | 4,03           | 4,46           | N/A            | 3.97         |
|         | 7       | 4,05           | 3,78           | 3,57           | 3,61           | 3,94           | 4,19           | 3,98           | 3,91           | 3,67           | 3,87           | 5,38           | 4,73           | 4,67           | 4,86           | 4,83           | 4,83           | 4,5            | 4,55           | 4,13           | N/A            | N/A            | N/A            | N/A            | 4.27         |
|         | 8       | 3,72           | 3,53           | 3,27           | 3,43           | 3,44           | 3,44           | 3,38           | 3,57           | 3,22           | 3,3            | 3,29           | 3,29           | 3,53           | 3,44           | 3,35           | 3,2            | 3,09           | 3,27           | 3,33           | 3,16           | 2,35           | 2,15           | N/A            | 3.26         |
|         | 9       | 3,11           | 2,81           | 3,09           | 2,99           | 2,94           | 2,89           | 3,53           | 3,41           | 3,43           | 2,94           | 2,72           | 2,63           | 2,71           | 2,92           | 3,06           | 2,85           | 3,26           | 3,09           | 2,76           | 2,77           | 2,7            | 2,82           | N/A            | 2.97         |
|         | 10      | 2,32           | 1,76           | 1,89           | 1,72           | 1,78           | 2,06           | 2,12           | 1,73           | 1,69           | 1,98           | 1,7            | 1,66           | 1,55           | 1,89           | 2,78           | 2,27           | 2,45           | 2,47           | 2,52           | 2,43           | TBD            | TBD            | N/A            | TBD          |